# Gijduvan
 (décembre 2023).
Gʻijduvon (ouzbek : Gʻijduvon, Ғиждувон, Ғиждувон; tadjik : Гиждувон; russe : Гиждуван) est une ville située dans région de Boukhara en Ouzbékistan. Elle est la capitale du district de Gʻijduvon (tuman). Sa population était de 38 600 habitants en 2003 et de 43 400 habitants en 2016.

## Histoire
Les preuves archéologiques suggèrent que l'établissement dans ce qui est aujourd'hui Gʻijduvon a été établi avant l'invasion arabe.
Le village de Gʻijduvon est mentionné dans les chroniques historiques depuis le Xe siècle. On dit qu'il recevait de l'eau du canal Harkan-rud ou Kalkan-rud, déjà mentionné par les géographes du Xe siècle sous le nom de Rustak. Il était irrigué par l'aryk et était appelé « Harkana inférieure », en opposition à « Harkana supérieure » située en face de Karmana. Déjà à cette époque, il était l'un des centres commerciaux de la région. Gʻijduvon faisait partie de l'Empire samanide.
Gʻijduvon au XIIe siècle était un village de bazar situé à six parasangs de Boukhara. Par la suite, le tuman où se trouvait Gʻijduvon était appelé soit Gʻijduvon, soit Harkanrud. La véritable popularité du village, qui s'est ensuite transformé en ville, a été apportée par l'un des représentants du soufisme, Abdul Khaliq Ghijduwani, qui a vécu au XIIe siècle à l'époque de la dynastie turque des Qarakhanides.
La ville de Tavois, fondée au début du Moyen Âge, était en concurrence avec Gʻijduvon jusqu'au XVe siècle. Cependant, lors des périodes suivantes, Gʻijduvon est devenue une ville tandis que Tavois a perdu de son importance.
Au XVIe siècle, sous la dynastie ouzbèke des Shaybanides, Gʻijduvon est devenue une cité fortifiée où des batailles étaient fréquentes. Lors de la bataille de Ghazdewan qui s'est déroulée ici, Babur a été vaincu par les Shaybanides, mettant ainsi fin à la domination de la dynastie Timuride en Transoxiane. Sous le règne d'Abdullah Khan II en 1578, près de Gʻijduvon, un pont de 13 arches a été construit sur le Zeravchan. Apparemment, ce pont servait également de barrage pour élever le niveau de l'eau de la rivière et la diviser en canaux. Le « Tarix-i Rakhimhani » mentionne que la rivière ici se divise en plusieurs cours d'eau, chaque cours d'eau se subdivisant en plusieurs branches, et chaque branche se divisant à son tour en plusieurs canaux, ce qui a pour conséquence la population des villages environnants.
L'une des trois madrasas construites par Ulugh Beg se trouve à Gʻijduvon (les deux autres se trouvent à Samarkand et à Boukhara). La tombe et le mémorial d'un éminent philosophie d'Asie centrale, Abduholik Gijduvoni, sont également situés à Gʻijduvon.
Historiquement, Gʻijduvon était un centre éducatif, religieux et culturel pour Gʻijduvon et la région. Cependant, à partir des années 1930, la population est devenue de plus en plus laïque et aujourd'hui, la religion joue un rôle très mineur dans la vie quotidienne. Le Gʻijduvon moderne est un centre commercial non seulement pour le district de Gʻijduvon, mais aussi pour les zones avoisinantes.
Il reste à Gʻijduvon une madrasa avec un imposant portail construit par Ulugh Beg.

## Cuisine
Gʻijduvon est célèbre pour sa cuisine locale et est réputée pour avoir les meilleures techniques de friture de poisson et de préparation de chachlyk. Le chachlyk est du bœuf ou de l'agneau mariné pendant la nuit, puis grillé sur des brochettes. De nombreux autres restaurants du pays, y compris ceux de la capitale Tachkent, copient la technique de friture de poisson de Gʻijduvon. La principale différence est qu'à Gʻijduvon, les cuisiniers désarêtent le poisson avant de le frire, tandis que dans le reste du pays, le poisson n'est pas désarêté.
La ville est également connue pour ses délices traditionnels ouzbeks tels que le halva, les bonbons, etc. De nombreux conviennent que Gʻijduvon a pu cultiver une cuisine plus raffinée par rapport à d'autres régions du pays, car c'est l'une des premières zones peuplées en Asie centrale. Boukhara, la cinquième plus grande ville d'Ouzbékistan, se trouve à environ 40 km de là. Cette ville a été habitée depuis au moins cinq millénaires, et Gʻijduvon est considérée comme appartenant à la même région en termes d'ancienneté.

## Culture
Les langues parlées à Gʻijduvon sont l'ouzbek, le tadjik et le russe. Bien que la majorité de la population s'identifie ethniquement comme ouzbèke, certaines des familles les plus anciennes de la ville parlent le tadjik à la maison.
La ville comptait autrefois une importante minorité juive qui a émigré en Israël et aux États-Unis après la chute de l'Union soviétique, lorsque les conditions économiques étaient difficiles.
Le sport le plus populaire est le football (soccer).
La ville dispose de lycées, de quelques écoles professionnelles, d'un collège médical et d'hôpitaux. Gʻijduvon ne possède pas d'établissements d'enseignement supérieur, donc pour suivre des études universitaires, les résidents doivent se rendre à Boukhara, Samarcande, Tachkent ou dans d'autres grandes villes.

## Industrie
Gʻijduvon se trouve dans la région irriguée de culture du coton de l'Ouzbékistan, entre la vallée de la rivière Zeravchan et le canal de Shimolii. La ville possède une usine de traitement du coton qui prépare le coton cultivé par les agriculteurs de la région en vue de l'exportation. Cependant, depuis l'indépendance en 1991, l'importance du coton dans l'économie de l'Ouzbékistan a diminué de manière continue. C'est pourquoi Gʻijduvon et la région se sont employées à diversifier leur économie et leur agriculture en se détournant du coton pour se tourner vers la culture de légumes et de fruits. Certains secteurs de l'économie, comme les transports, sont également en plein essor. La route M34 relie Gʻijduvon à d'autres parties du pays, notamment Boukhara, Samarcande et Tachkent.
Historiquement, la ville était célèbre pour ses commerçants industrieux qui se rendaient dans d'autres grands centres commerciaux et apportaient divers produits sur le marché local. Ils semblent perpétuer cette réputation jusqu'à ce jour. Les hommes d'affaires locaux se rendent en Chine, en Russie, dans les États baltes, en Turquie et en Iran pour acheter des marchandises en gros et les rapporter à Gʻijduvon. De nos jours, les acheteurs des zones périphériques viennent à Gʻijduvon pour tout type d'achats, notamment les produits d'épicerie, les diverses fournitures, les appareils électroménagers et électroniques, les pièces de voiture, les vêtements, etc. Gʻijduvon possède un marché de gros où les commerçants des régions environnantes achètent leurs fournitures pour les vendre dans leurs magasins en zones rurales. La ville possède également un marché du bétail où les agriculteurs peuvent acheter et vendre leur bétail.
Les artisans de Gʻijduvon jouent un rôle important dans l'économie locale, et leur travail constitue une attraction majeure pour les touristes. La ville possède un style distinct de poterie qui se caractérise par l'application d'une couleur turquoise-bleutée unique sur la poterie. Des personnalités notables, telles que le prince Charles, prince de Galles, et Hillary Clinton, ont visité Gʻijduvon pour admirer le travail des artisans locaux.